# Marienfenster (Ploubezre)

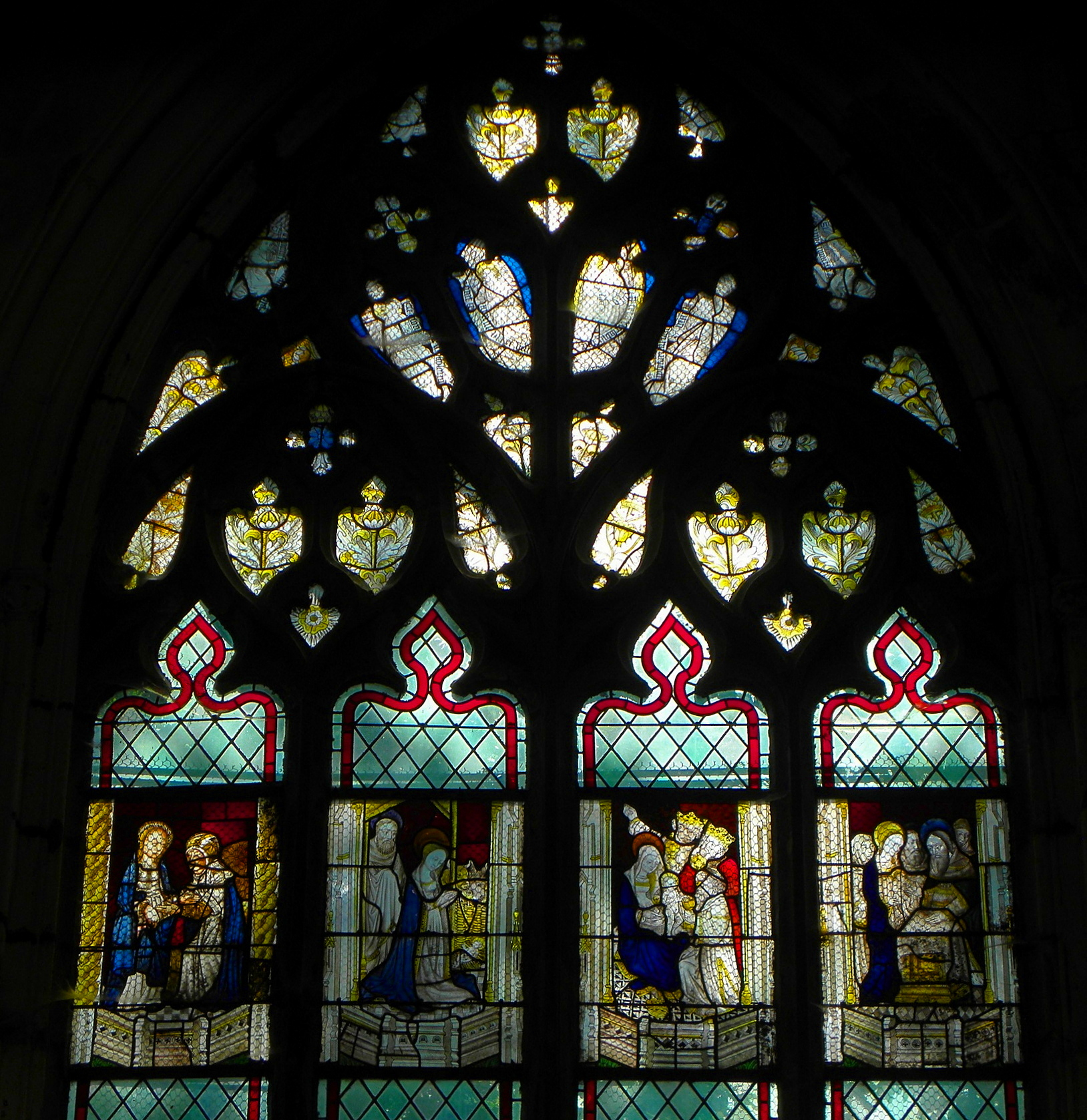
Marienfenster in Ploubezre

Das Marienfenster in der katholischen Kapelle Notre-Dame in Ploubezre, einer französischen Gemeinde im Département Côtes-d’Armor der Region Bretagne, wurde zwischen 1480 und 1490 geschaffen. Das Bleiglasfenster wurde 1910 als Monument historique in die Liste der Baudenkmäler in Frankreich aufgenommen.
Das zentrale Fenster im Chor wurde von einer unbekannten Werkstatt geschaffen. Es zeigt auf vier Lanzetten vier Szenen aus dem Leben Mariens (siehe Bildunterschriften). Im Maßwerk sind die Taube als Symbol des Heiligen Geistes und Engel dargestellt.
In den Jahren 1910/11 wurde das Fenster restauriert.

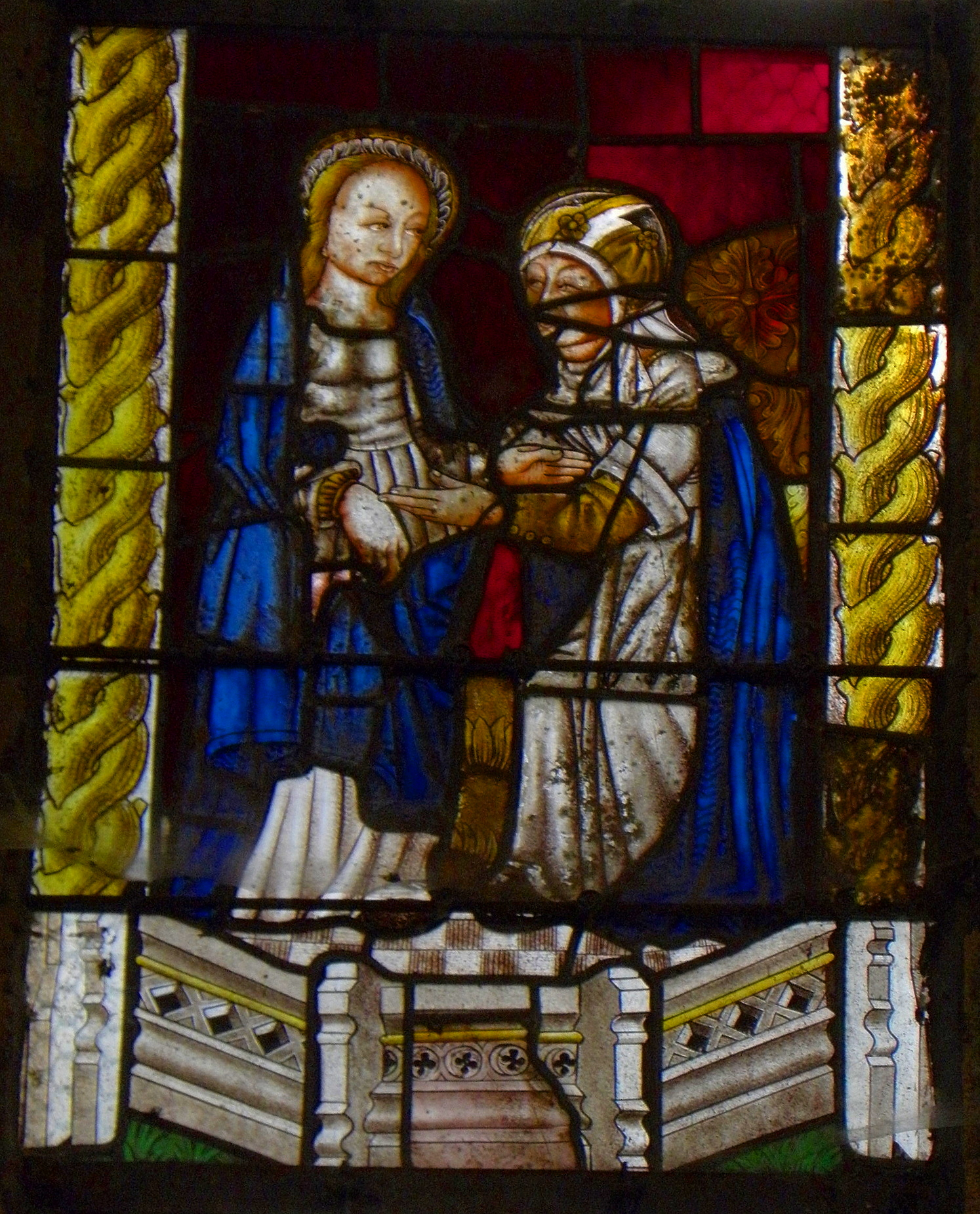
Mariä Heimsuchung
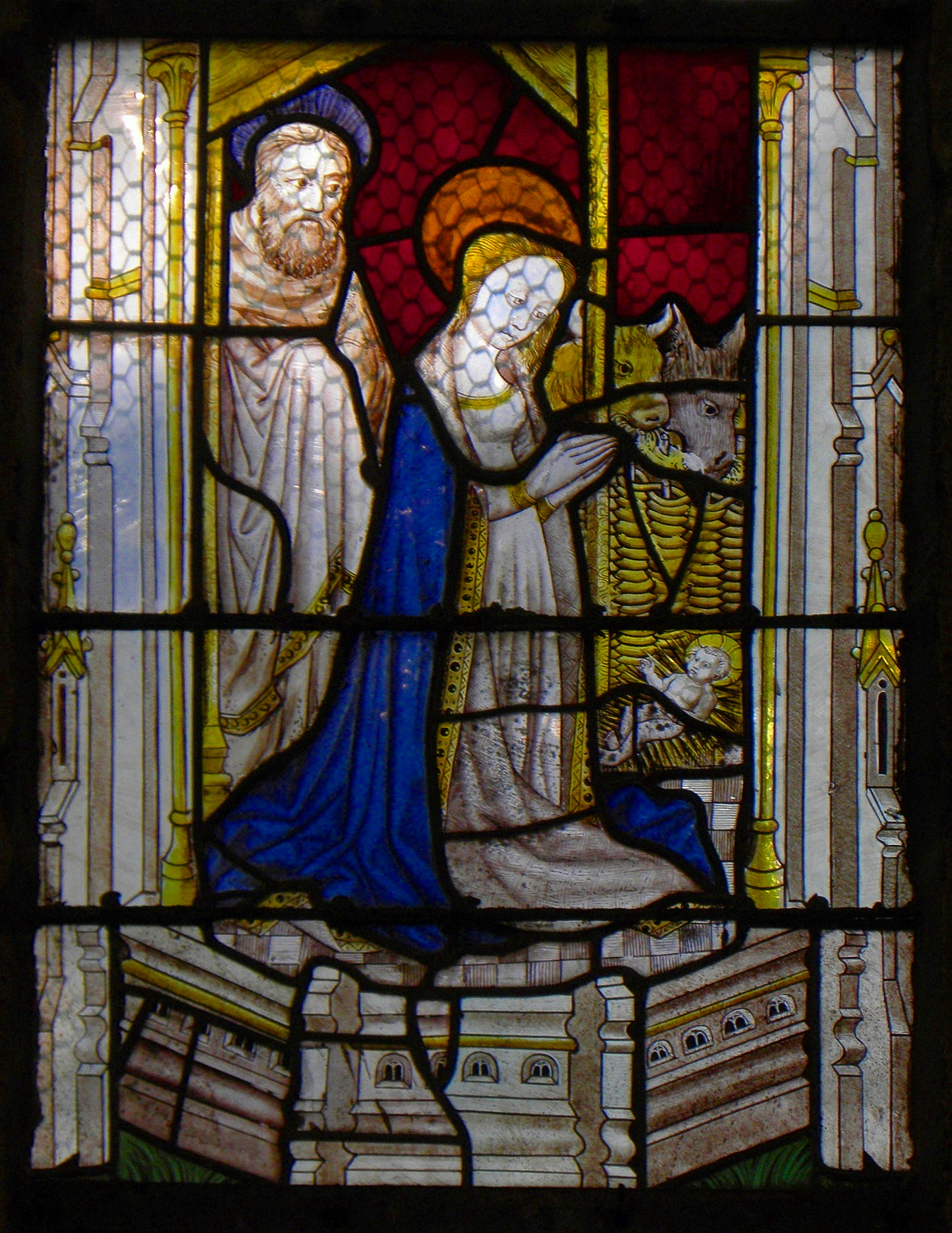
Geburt Jesu
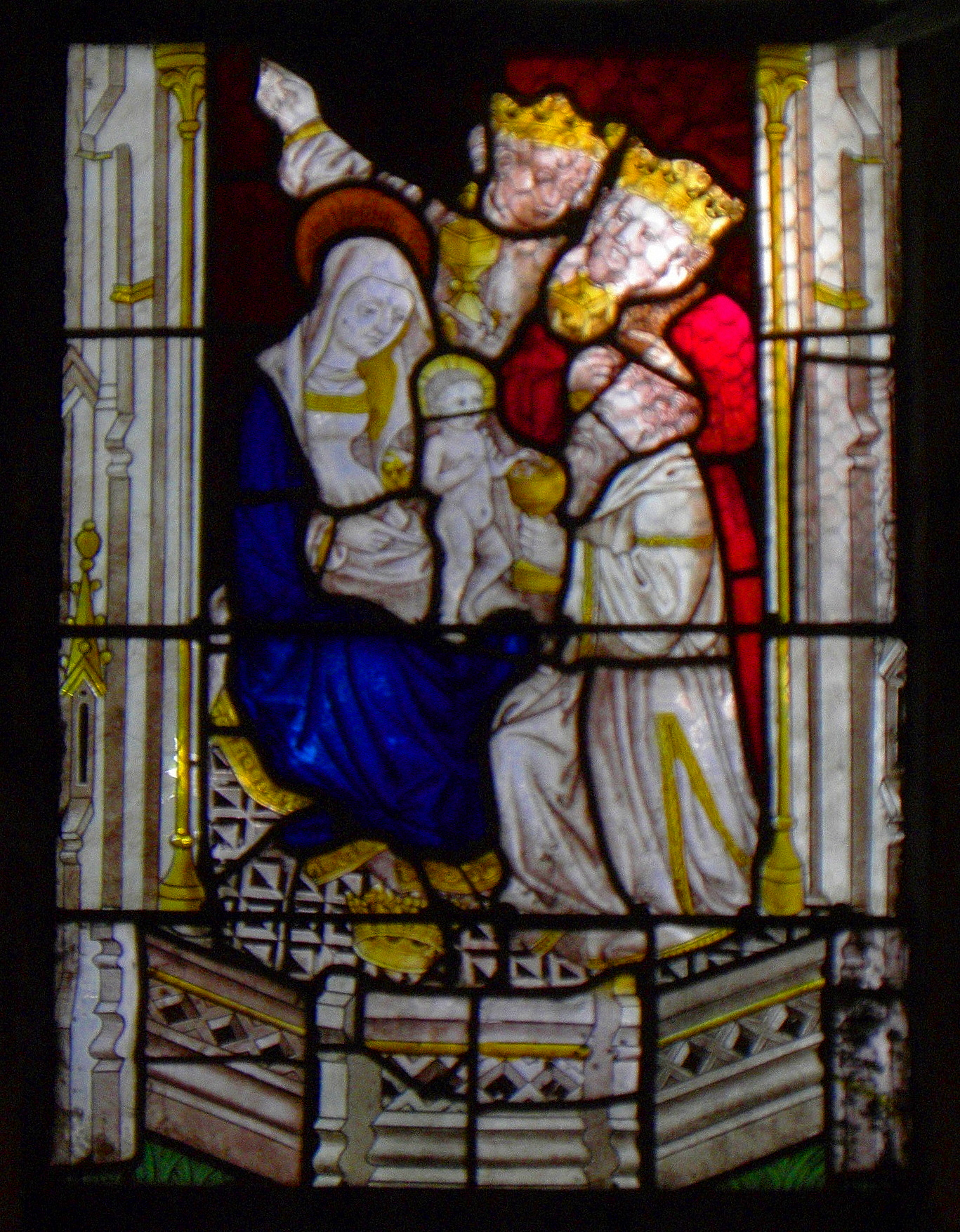
Anbetung der Könige
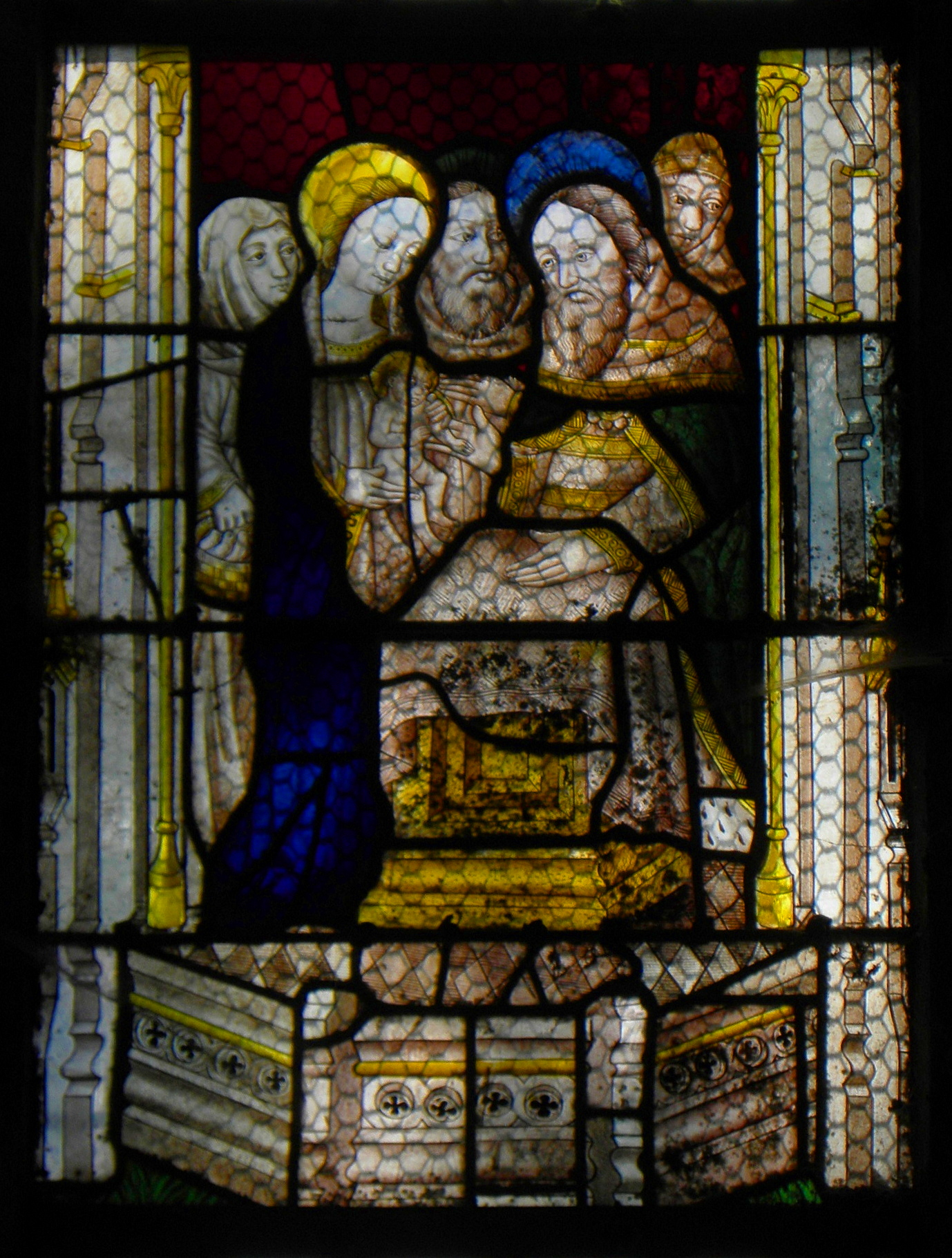
Beschneidung Jesu